# Myth (Computerspielreihe)
Myth (engl. Mythos, Sage) heißt eine Reihe von Fantasy-Computer-Strategiespielen, die von der Firma Bungie Software ab dem Ende der 1990er Jahre entwickelt wurde. Die Rechte an den Spielen sind im Jahr 2000 in den Besitz von Take 2 Interactive übergegangen.

## Chronologie
Bisher sind in der Serie folgende Spiele erschienen:
- 1997: Myth: The Fallen Lords, dt. Kreuzzug ins Ungewisse (Mac OS, Windows)
- 1998: Myth II: Soulblighter (Linux, Mac OS, Windows)
  - 1999: Myth II: Chimera (kostenloses Plug-in für Myth II)
- 1999: The Total Codex (enthält Myth und Myth II sowie zahlreiche Plugins für Myth II)
- 2001: Myth III: The Wolf Age, dt. Die Zeit des Wolfs (Mac OS, Windows)
  - 2001: Myth II: Worlds (zahlreiche Plugins für Myth II)

## Entwicklungsgeschichte
Als eine Quelle der Inspiration für die Myth-Computerspiele wurde von einigen Reviewern die Fantasy-Buchserie The Black Company von Glen Cook ausgemacht.
Die ersten beiden Teile wurden von Bungie Software entwickelt und durch verschiedene Publisher vertrieben. Da Bungie ursprünglich ein Mac-Entwicklungshaus war, hatten gute Mac-Portierungen eine hohe Priorität. Ein weiterer Fokus der Entwicklung war eine starke Community-Orientierung welche sich in der Bereitstellung eines flexiblen Plug-in-System und den mit dem Spiel gelieferten Programmen (z. B. Fear und Loathing für Myth II) zum Erstellen eigener Spielwelten äußerte. Dies ermöglichte den Spielern eine fast vollständige Veränderung des Spiels sowohl auf grafischer als auch auf spieltechnischer Ebene (Modding). Der erste Teil, The Fallen Lords, wurde im Erscheinungsjahr in hohen Stückzahlen verkauft, Myth II fiel demgegenüber kommerziell etwas ab, ist aber der populärste Teil der Serie und wird auch heute noch von vielen Fans online gespielt.

### Myth-Serie fällt an Take 2
Myth III wurde nicht mehr von Bungie entwickelt, da im Rahmen des Aufkaufs durch Microsoft die Rechte an der Serie an Take 2 Interactive fielen, da diese einen großen Aktienanteil an Bungie besaßen. Microsoft brachte eine völlige Neuausrichtung für Bungie, mit dem Fokus auf eine exklusive Xbox-Weiterentwicklung der Halo-Serie, also ohne Unterstützung der konkurrierenden Plattformen PlayStation oder Mac.
Take 2 beauftragte das Start-Up Unternehmen Mumbo Jumbo, welches von ehemaligen Angestellten von Ritual Entertainment gegründet worden war, auf Basis von Bungies Myth-Engine und Artwork den Nachfolger Myth III zu entwickeln. Die vorhandene Engine wurde signifikant Richtung 3D erweitert, höher aufgelöstes Artwork erstellt und eine völlig neue Storyline entwickelt. Myth III gelangte jedoch aufgrund starken Veröffentlichungsdruck durch Take 2 ziemlich fehlerbehaftet auf den Markt, in den überwiegend positiven Bewertungen der Fachpresse wurde dies kritisch angemerkt. Auch entließ Take 2 das gesamte Myth-III-Entwicklungsteam von MumboJumbo in der Veröffentlichungszeit und stellte damit den Support ein, ohne alle verbliebenen Probleme behoben zu haben.

### Support durch die Community
Nachdem der offizielle technische Support der Myth-Serie effektiv beendet war bemühte sich die Myth-Fangemeinde um Möglichkeiten den Support selbst übernehmen zu können. Um das Jahr 2001 herum gewährte Take 2 einer Gruppe von Hobbyentwicklern names MythDevelopers exklusiven Zugang zu den Quelltexten der Myth-Spiele. Außerdem veröffentlichte Bungie 2002 den Server-Quelltext von Myth II unter einer Open-Source-Lizenz, nachdem sie ihre Multiplayer-Server für Myth abschalteten. Dadurch konnte die Fan-Community an der stetigen Weiterentwicklung, Fehlerbehebung und Portierung auf neue Plattformen (z. B. Linux) der Myth Serie arbeiten.
Im Januar 2003 zerfiel MythDevelopers aufgrund interner Streitigkeiten in zwei Gruppen, „Flying Flip“ und „ProjectMagma“. Nachdem seit 2007 FlyingFlip nicht mehr aktiv ist, hat die Aufgabe der Weiterentwicklung Projekt Magma nun allein übernommen und nimmt sie bis heute wahr (Stand: Oktober 2013).

## Spielmechanik

### Spielidee
Die Spiele der Myth-Reihe wurden alle nach einem ähnlichen Konzept entwickelt: Der Spieler hat den Befehl über kleinere Verbände und einzelne Einheiten, während Elemente wie Aufbau, Forschung und Ressourcenverwaltung ausgeblendet werden. In seiner Konsequenz prägte Myth das Genre des Echtzeit-Taktikspiels in den 1990ern deutlich mit. Ebenso im Vordergrund auch eine im Vergleich zu anderen Strategiespielen sehr realistische Physik-Engine, die den Spielverlauf maßgeblich beeinflusst.
Myth kann offline oder online gespielt werden, letzteres sowohl kooperativ als auch gegeneinander.
In den Gefechten ist der Spieler meistens dramatisch in der Unterzahl und kann nur dann siegen, wenn er die verschiedenen Stärken und Formationen seiner Einheiten geschickt ausnutzt. Korrekt eingesetzt kann in diesem Spiel eine zahlenmäßig weit unterlegene Armee eine weitaus stärkere Streitmacht mit wenigen oder gar keinen Verlusten bezwingen. Das liegt zum Teil auch daran, dass alle Einheiten bestimmte Sonderfähigkeiten und ausgeprägte Stärken und Schwächen haben: Artillerie (in diesem Fall Zwerge, die Sprengstoffladungen werfen) hat beispielsweise einen Vorteil gegenüber Nahkampfeinheiten, Nahkampfeinheiten kontern Bogenschützen, und Bogenschützen kontern Artillerie. Von dieser Regel gibt es allerdings auch Ausnahmen.
Formationen spielen in diesem Spiel eine wichtige Rolle. Um wirklich effektiv zu kämpfen, müssen die eigenen Einheiten stets in Richtung des Feindes aufgestellt werden, und man muss Fernkämpfer so postieren, dass sie den eigenen Nahkämpfern nicht in den Rücken schießen, sich aber jederzeit hinter diese zurückziehen können, wenn der Feind näher rückt. Flankenangriffe sind ebenfalls sehr wichtig, da der Feind seine Einheiten erst neu formieren muss und dadurch schon Schaden erleidet, bevor er sich überhaupt verteidigen kann. Da Heilung eine seltene Fähigkeit in diesem Spiel ist, Einheiten keine Lebenspunkte regenerieren und es zudem keinen Weg gibt, während der Schlacht gezielt neue Einheiten anzufordern, ist jeder auf diese Weise verursachte Schadenspunkt wichtig. Folglich sind Überraschungsangriffe und Hinterhalte außerordentlich effektiv.
Weiterhin ist das geschickte Ausnutzen des Terrains und der Umwelt ein zentraler Aspekt des Spiels. Bogenschützen oder andere Fernkämpfer auf Hügeln oder Bergen haben eine größere Reichweite und können so effektiver agieren. Steile Treppen oder enge Pässe bilden eine Schneise, in der nur die vordersten Reihen einer Streitmacht kämpfen können. Herrscht dagegen starker Regen, so verlöschen Brandpfeile, und die Reichweite von Fernkämpfern ist eingeschränkt. Schnee oder Wasser kann außerdem die Lunten von Bomben auslöschen und so die Artillerie völlig außer Gefecht setzen. Darüber hinaus verlangsamen beispielsweise Sümpfe oder Furten die Bewegungsgeschwindigkeit von Truppen. Bestimmte „untote“ Einheiten hingegen können sich sogar unterhalb der Wasseroberfläche fortbewegen.
Die ungewöhnlich realistische Physik hat enorme Auswirkungen auf den Spielverlauf: Pfeile treffen nicht immer und können vom Wind oder von Hindernissen abgelenkt werden oder sogar eigene Einheiten treffen. Geworfene Sprengladungen rollen Hügel herunter, werden zu Blindgängern oder setzen explosive Kettenreaktionen in Gang, wenn sie in der Nähe von anderen Sprengladungen detonieren. Selbst Leichenteile, Äste oder Steine können durch Explosionen aufgewirbelt werden und dadurch Einheiten verwunden. Feuer breitet sich auf Wiesen aus und verbrennt dabei Bäume und Büsche, verletzt Einheiten und bringt Sprengladungen zur Detonation, verlischt aber schnell auf felsigem oder nassem Untergrund.
Jede Einheit in Myth hat einen eigenen Namen und sammelt Erfahrung durch das Töten von feindlichen Einheiten. Nach jedem gewonnenen Spiel werden die überlebenden Einheiten automatisch in die nächste Mission übertragen. Solche Veteraneneinheiten zu beschützen ist wichtig, da sie effektiver als unerfahrene Einheiten sind und nach ihrem Ableben nicht mehr zurückgeholt werden können. In Myth II wurde eine Begrenzung der Erfahrungspunkte hinzugefügt, um die Stärke von Veteraneneinheiten ein wenig zu mindern. Im Mehrspielerspiel kann man Veteraneneinheiten zulassen oder verbieten.

### Spielmodi

#### Einzelspieler
Im Einzelspielermodus steht der Spieler stets auf der Seite des Guten und folgt der Geschichte um den epischen Kampf der freien Armeen des Westens, angeführt von neun mächtigen Zauberern, den Avataren, gegen den dunklen Herrscher Balor und seine sechs gefallenen Fürsten, von ihm korrumpierte Zauberer. Der Spieler ist gegen Balors untote Horden meist stark in der Unterzahl und muss durch taktisches Geschick bestimmte Ziele erreichen. „Töte-alle-Gegner“-Missionen sind selten in Myth.

#### Mehrspieler
Im Mehrspielerspiel starten die Spieler mit einer selbstausgewählten Armee, die meist aus Einheiten des Lichts und des Schattens besteht, und müssen je nach Spieltyp andere Ziele erreichen: Vom simplen Deathmatch über „Capture the Flag“ bis zum Jagdwettstreit gibt es insgesamt dreizehn verschiedene Mehrspielermodi, was einer der Hauptgründe dafür ist, dass es auch heute noch von Spielern online gespielt wird.